# 乔希·马利根
乔希·马利根（英語：Josh Mulligan；2002年11月12日—）是一位蘇格蘭足球運動員，在場上的位置是後衛和中場。他現在效力於蘇格蘭足球冠軍聯賽球隊登地。

## 球會生涯
2018/19球季，他首次代表球會上場參加對圣米伦的比賽，以替補身份上場。下一球季他亦有在蘇格蘭聯賽盃上場參賽。
2020年1月，马利根被外借到蘇格蘭足球乙級聯賽球會科夫流浪至季末。雖然賽季因為2019冠状病毒病而腰斬，但蘇格蘭職業足球聯賽經決議後宣佈球隊為蘇乙冠軍。
2020年10月，他與登地續約至2023年，然後被立借到蘇甲球會彼德赫德至季末。他在對邓迪联的比賽首次上場，但在該比賽踝部扭傷而使他需要進行手術並報銷賽季。2021年6月，他重新被外借回彼德赫德至季末，儘管如此，马利根亦代表登地B隊參加對彼德赫德在蘇格蘭挑戰盃的比賽。他在5-0大勝鄧巴頓的比賽中取得首顆成年隊進球。他在外借期間有良好的表現，使母會登地在2022年1月召回他歸隊。
回到登地的馬利根的首場比賽是2022年2月作客哈茨並取得勝利。在蘇格蘭足總盃的比賽，他面對舊球會彼德赫德並取得入球。馬利根的首顆聯賽進球是以3-1擊敗希伯尼安的比賽。
2022/23賽季，他在對拉夫流浪的比賽打進新賽季首顆進球，一星期後對阿布羅斯的比賽再次取得進球，使球隊以4-2取勝。

## 國家隊生涯
2022年5月，馬利根入選了蘇格蘭21歲以下足球代表隊，在2023年欧洲U-21足球锦标赛資格賽對比利時U21的比賽首次替補上場，最終為0-0完場。5天後首次先發上場參加對丹麥U21的比賽並踢滿90分鐘，賽果為1-1。

## 榮譽

### 球會
科夫流浪
- 蘇格蘭足球乙級聯賽：2019–20